# Rzeszów Dworzysko
Rzeszów Dworzysko – przystanek osobowy w województwie podkarpackim w Rzeszowie zlokalizowany w dzielnicy Pogwizdów Nowy.
Przystanek uruchomiono 3 września 2023 roku.